# Olympische Sommerspiele 1972/Rudern
Bei den XX. Olympischen Sommerspielen 1972 in München fanden vom 27. August bis 2. September 1972 sieben Wettkämpfe im Rudern statt, die auf der Regattastrecke Oberschleißheim ausgetragen wurden.

## Bilanz

### Medaillenspiegel
| Platz  | Land               | Gold | Silber | Bronze | Gesamt |
| ------ | ------------------ | ---- | ------ | ------ | ------ |
| 1      | DDR                | 3    | 1      | 3      | 7      |
| 2      | Sowjetunion        | 2    | –      | –      | 2      |
| 3      | Neuseeland         | 1    | 1      | –      | 2      |
| 4      | BR Deutschland     | 1    | –      | 1      | 2      |
| 5      | Tschechoslowakei   | –    | 1      | 1      | 2      |
| 6      | Argentinien        | –    | 1      | –      | 1      |
| 6      | Norwegen           | –    | 1      | –      | 1      |
| 6      | Schweiz            | –    | 1      | –      | 1      |
| 6      | Vereinigte Staaten | –    | 1      | –      | 1      |
| 10     | Niederlande        | –    | –      | 1      | 1      |
| 10     | Rumänien           | –    | –      | 1      | 1      |
| Gesamt | Gesamt             | 7    | 7      | 7      | 21     |

### Medaillengewinner
| Disziplin              | Gold | Silber | Bronze |
| ---------------------- | --- | --- | --- |
| Einer                  | Juri Malyschew (URS) | Alberto Demiddi (ARG) | Wolfgang Güldenpfennig (GDR) |
| Doppelzweier           | SowjetunionAlexander Timoschinin Gennadi Korschikow                                                                                     | NorwegenFrank Hansen Svein Thøgersen | GDRJoachim Böhmer Hans-Ulrich Schmied |
| Zweier ohne Steuermann | GDRSiegfried Brietzke Wolfgang Mager | SchweizHeinrich Fischer Alfred Bachmann | NiederlandeRoelof Luynenburg Rudolf Stokvis |
| Zweier mit Steuermann  | GDRWolfgang Gunkel Jörg Lucke Klaus-Dieter Neubert (Steuermann)                                                                         | TschechoslowakeiOldřich Svojanovský Pavel Svojanovský Vladimír Petříček (Steuermann)                                                                                     | RumänienȘtefan Tudor Petre Ceapura Ladislau Lovrenschi (Steuermann)                                                                                                   |
| Vierer ohne Steuermann | GDRFrank Forberger Frank Rühle Dieter Grahn Dieter Schubert                                                                             | NeuseelandRichard Tonks Dudley Storey Ross Collinge Noel Mills | BR DeutschlandJoachim Ehrig Peter Funnekötter Franz Held Wolfgang Plottke                                                                                             |
| Vierer mit Steuermann  | BR DeutschlandPeter Berger Hans-Johann Färber Gerhard Auer Alois Bierl Uwe Benter (Steuermann)                                          | GDRDietrich Zander Reinhard Gust Eckhard Martens Rolf Jobst Klaus-Dieter Ludwig (Steuermann)                                                                             | TschechoslowakeiOtakar Mareček Karel Neffe Vladimír Jánoš František Provazník Vladimír Petříček (Steuermann)                                                          |
| Achter                 | NeuseelandTony Hurt Wybo Veldman Dick Joyce John Hunter Lindsay Wilson Athol Earl Trevor Coker Gary Robertson Simon Dickie (Steuermann) | Vereinigte StaatenLawrence Terry Franklin Hobbs Peter Raymond Timothy Mickelson Eugene Clapp William Hobbs Cleve Livingston Michael Livingston Paul Hoffman (Steuermann) | GDRHans-Joachim Borzym Jörg Landvoigt Harold Dimke Manfred Schneider Hartmut Schreiber Manfred Schmorde Bernd Landvoigt Heinrich Mederow Dietmar Schwarz (Steuermann) |

## Wettbewerbe und Zeitplan

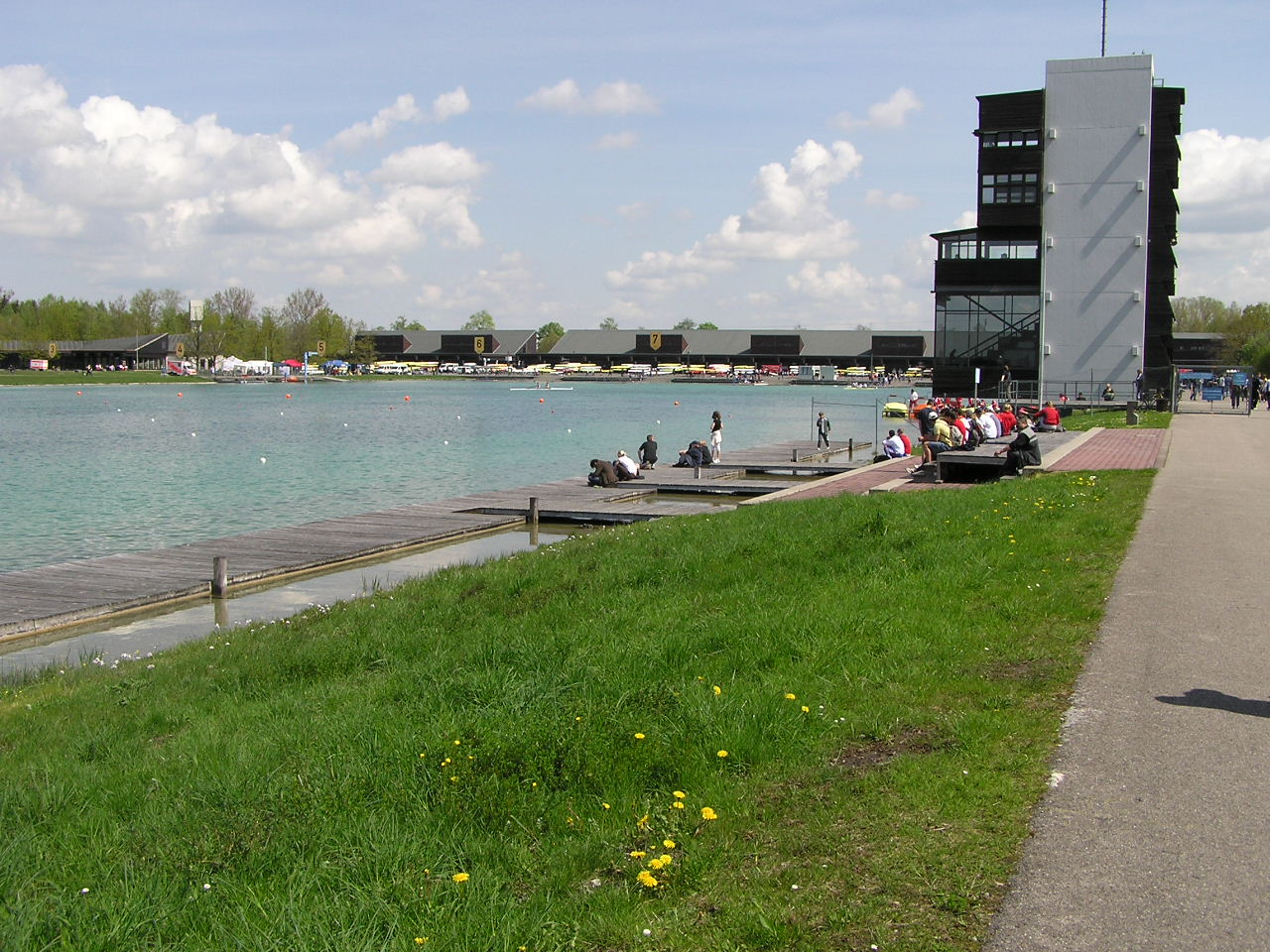
Regattastrecke Oberschleißheim – Austragungsort der Wettbewerbe im Rudern

| VL | Vorlauf | HL | Hoffnungslauf | HF | Halbfinale |  | Finale |

| Einer                  | VL |  | HL |  | HF |  |  |
| Doppelzweier           | VL |  | HL |  | HF |  |  |
| Zweier ohne Steuermann | VL |  | HL |  | HF |  |  |
| Zweier mit Steuermann  | VL |  | HL |  | HF |  |  |
| Vierer ohne Steuermann | VL |  | HL |  | HF |  |  |
| Vierer mit Steuermann  | VL |  | HL |  | HF |  |  |
| Achter                 | VL |  | HL |  | HF |  |  |

## Ergebnisse

### Einer
| Platz | Athlet                 | Land | Zeit (min) |
| ----- | ---------------------- | ---- | ---------- |
| 1     | Juri Malyschew         | URS  | 7:10,12    |
| 2     | Alberto Demiddi        | ARG  | 7:11,53    |
| 3     | Wolfgang Güldenpfennig | GDR  | 7:14,45    |
| 4     | Udo Hild               | FRG  | 7:20,81    |
| 5     | James Dietz            | USA  | 7:24,81    |
| 6     | Melchior Bürgin        | SUI  | 7:31,99    |

Teilnehmer: 18 Ruderer
 Finale am 2. September

### Doppelzweier
| Platz | Land | Athleten                                 | Zeit (min) |
| ----- | ---- | ---------------------------------------- | ---------- |
| 1     | URS  | Alexander Timoschinin Gennadi Korschikow | 7:01,77    |
| 2     | NOR  | Frank Hansen Svein Thøgersen             | 7:02,58    |
| 3     | GDR  | Joachim Böhmer Hans-Ulrich Schmied       | 7:05,55    |
| 4     | DEN  | Niels Secher Jørgen Engelbrecht          | 7:14,19    |
| 5     | GBR  | Timothy Crooks Patrick Delafield         | 7:16,29    |
| 6     | TCH  | Josef Straka Vladek Lacina               | 7:17,60    |

Teilnehmer: 19 Mannschaften
 Finale am 2. September

### Zweier ohne Steuermann
| Platz | Land | Athleten                          | Zeit (min) |
| ----- | ---- | --------------------------------- | ---------- |
| 1     | GDR  | Siegfried Brietzke Wolfgang Mager | 6:53,16    |
| 2     | SUI  | Heinrich Fischer Alfred Bachmann  | 6:57,06    |
| 3     | HOL  | Roelof Luynenburg Rudolf Stokvis  | 6:58,70    |
| 4     | TCH  | Lubomír Zapletal Petr Lakomý      | 6:58,77    |
| 5     | POL  | Alfons Ślusarski Jerzy Broniec    | 7:02,74    |
| 6     | ROM  | Ilie Oanță Dumitru Grumezescu     | 7:42,90    |

Teilnehmer: 19 Mannschaften
 Finale am 2. September

### Zweier mit Steuermann
| Platz | Land | Athleten                                                             | Zeit (min) |
| ----- | ---- | -------------------------------------------------------------------- | ---------- |
| 1     | GDR  | Wolfgang Gunkel Jörg Lucke Klaus-Dieter Neubert (Steuermann)         | 7:17,25    |
| 2     | TCH  | Oldřich Svojanovský Pavel Svojanovský Vladimír Petříček (Steuermann) | 7:19,57    |
| 3     | ROM  | Ștefan Tudor Petre Ceapura Ladislau Lovrenschi (Steuermann)          | 7:21,36    |
| 4     | FRG  | Heinz Mußmann Bernd Krause Stefan Kuhnke (Steuermann)                | 7:21,52    |
| 5     | URS  | Wladimir Jeschinow Nikolai Iwanow Juri Lorenzson (Steuermann)        | 7:24,44    |
| 6     | POL  | Wojciech Repsz Wieslaw Dlugosz Jacek Rylski (Steuermann)             | 7:28,92    |

Teilnehmer: 21 Mannschaften
 Finale am 2. September

### Vierer ohne Steuermann
| Platz | Land | Athleten                                                                | Zeit (min) |
| ----- | ---- | ----------------------------------------------------------------------- | ---------- |
| 1     | GDR  | Frank Forberger Frank Rühle Dieter Grahn Dieter Schubert                | 6:24,27    |
| 2     | NZL  | Richard Tonks Dudley Storey Ross Collinge Noel Mills                    | 6:25,64    |
| 3     | FRG  | Joachim Ehrig Peter Funnekötter Franz Held Wolfgang Plottke             | 6:28,41    |
| 4     | URS  | Anatoli Tkatschuk Igor Kaschurow Alexander Motin Witali Sapronow        | 6:31,92    |
| 5     | ROM  | Emerich Tusa Adalbert Agh Mihai Naumencu Francise Papp                  | 6:35,60    |
| 6     | DEN  | Villy Poulsen Peter Fich Christiansen Egon Petersen Rolf-Peder Andersen | 6:37,28    |

Teilnehmer: 20 Mannschaften
 Finale am 2. September

### Vierer mit Steuermann
| Platz | Land | Athleten                                                                                          | Zeit (min) |
| ----- | ---- | ------------------------------------------------------------------------------------------------- | ---------- |
| 1     | FRG  | Peter Berger Hans-Johann Färber Gerhard Auer Alois Bierl Uwe Benter (Steuermann)                  | 6:31,85    |
| 2     | GDR  | Dietrich Zander Reinhard Gust Eckhard Martens Rolf Jobst Klaus-Dieter Ludwig (Steuermann)         | 6:33,30    |
| 3     | TCH  | Otakar Mareček Karel Neffe Vladimír Jánoš František Provazník Vladimír Petříček (Steuermann)      | 6:35,64    |
| 4     | URS  | Wolodymyr Sterlyk Wladimir Solowjew Alexander Ljubaturow Juri Schamajew Igor Rudakow (Steuermann) | 6:37,71    |
| 5     | USA  | David Sawyier Charles Ruthford Chad Rudolph Michael Vespoli Stewart MacDonald (Steuermann)        | 6:41,86    |
| 6     | NZL  | Warren Cole Chris Nilsson John Clark David Lindstrom Peter Lindsay (Steuermann)                   | 6:42,55    |

Teilnehmer: 14 Mannschaften
 Finale am 2. September

### Achter
| Platz | Land | Athleten | Zeit (min) |
| ----- | ---- | --- | ---------- |
| 1     | NZL  | Tony Hurt Wybo Veldman Dick Joyce John Hunter Lindsay Wilson Athol Earl Trevor Coker Gary Robertson Simon Dickie (Steuermann)                                                   | 6:08,94    |
| 2     | USA  | Lawrence Terry Franklin Hobbs Peter Raymond Timothy Mickelson Eugene Clapp William Hobbs Cleve Livingston Michael Livingston Paul Hoffman (Steuermann)                          | 6:11,61    |
| 3     | GDR  | Hans-Joachim Borzym Jörg Landvoigt Harold Dimke Manfred Schneider Hartmut Schreiber Manfred Schmorde Bernd Landvoigt Heinrich Mederow Dietmar Schwarz (Steuermann)              | 6:11,67    |
| 4     | URS  | Alexander Rjasankin Wiktor Dementjew Sergei Koljaskin Alexander Schitow Waleri Bissarnow Boris Worobjow Wladimir Sawelow Alexander Martyschkin Wiktor Michejew (Steuermann)     | 6:14,48    |
| 5     | FRG  | Reinhard Wendemuth Frithjof Henckel Norbert Kindlmann Wolfgang Hottenrott Hans-Ulrich Buchholz Günter Petersmann Bernd Truschinski Winfried Ringwald Manfred Klein (Steuermann) | 6:14,91    |
| 6     | POL  | Jerzy Ulczynski Marian Siejkowski Krzysztof Marek Jan Mlodzikowski Grzegorz Stellak Marian Drazdzewski Ryszard Gilo Sławomir Maciejowski Ryszard Kubiak (Steuermann)            | 6:29,35    |

Teilnehmer: 15 Mannschaften
 Finale am 2. September